# Campaspero
Campaspero – miejscowość w Hiszpanii,  w prowincji Valladolid, na terenie historycznego regionu Starej Kastylii, na granicy z prowincją Segowia. Znajdując się na wysokości ponad 900 metrów n.p.m., jest najwyżej położonym miejscem w prowincji.

## Historia
Istnieją różne teorie na temat pochodzenia nazwy miejscowości; najpowszechniejsza jest ta, według której "Campaspero" wywodzi się od "Campo Áspero" (hiszp. campo - wieś, áspero - trudny), to określenie zaś odnosi się do okolicznego terenu.
Jak większość okolicznych miejscowości, Campaspero zostało założone w początkach XI wieku podczas akcji ponownego zaludniania doliny Duero. Aż do 1833 należało do prowincji Segowia, ale z powodu bliskości z Peñafiel utrzymywało intensywne kontakty z prowincją Valladolid, które ostatecznie doprowadziły do włączenia do niej.

## Demografia
Zmiana liczby ludności Campaspero w wiekach XIX - XXI.